# Sonya Cassidy

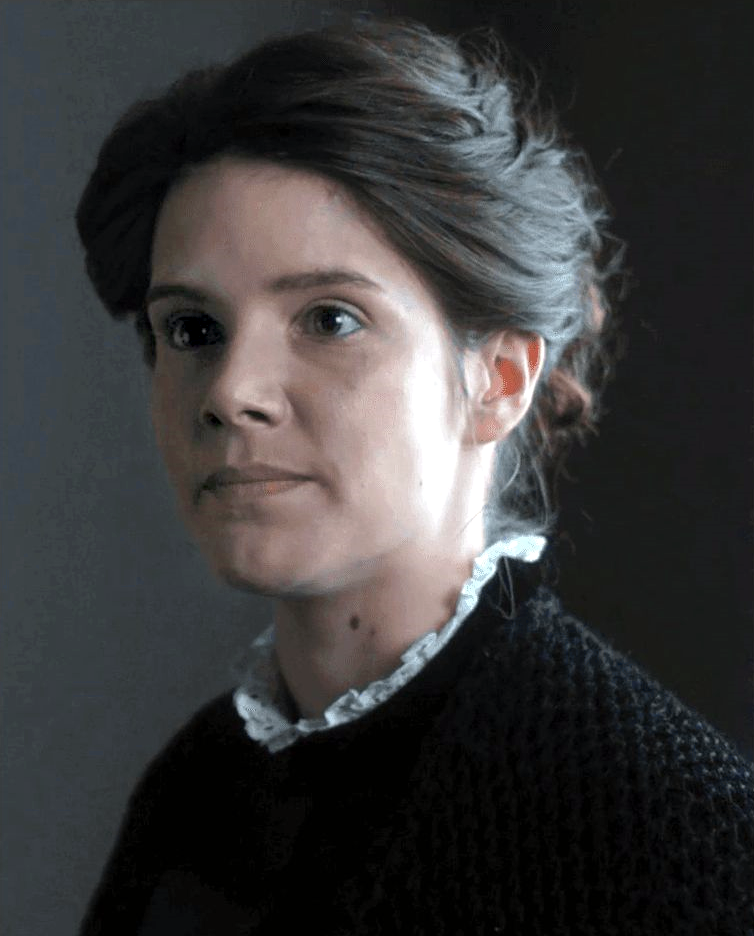
Sonya Cassidy, 2019

Sonya Cassidy (* 5. März 1987) ist eine britische Schauspielerin.

## Leben
Sonya Cassidy wuchs in der Nähe von Bristol auf. Ihre Mutter brachte ihren Bruder und sie zu einem von der Dramatikerin Laura Wade betriebenen Jugendtheater in Bristol, wo Cassidy erstmals mit der Schauspielerei in Berührung kam. Im Jahr 2008 beendete sie ihre Schauspielausbildung an der Londoner Royal Academy of Dramatic Art.
Ab dem Jahr 2009 folgten erste Theaterauftritte sowie kleinere Rollen in britischen Fernsehproduktionen. Von 2012 bis 2013 übernahm sie an der Seite von Joanna Vanderham und Emun Elliott in der BBC-Serie The Paradise die Rolle der Clara. 2015 verkörperte sie in der ersten Staffel der Fantasyserie Olympus die Rolle des Orakels.

## Filmografie (Auswahl)
- 2009: Lewis – Der Oxford Krimi (Lewis, Fernsehserie, 1 Episode)
- 2009: Doctors (Fernsehserie, 1 Episode)
- 2009: Die Tudors (The Tudors, Fernsehserie, 1 Episode)
- 2010: Inspector Barnaby (Midsomer Murders, Fernsehserie, 1 Episode)
- 2012–2014: Vera – Ein ganz spezieller Fall (Vera, Fernsehserie, 8 Episoden)
- 2012–2013: The Paradise (Fernsehserie, 16 Episoden)
- 2013: Der junge Inspektor Morse (Endeavour; Fernsehserie, 1 Episode)
- 2013: Inside Wikileaks – Die fünfte Gewalt (The Fifth Estate)
- 2014: The Great Fire (Fernsehserie, 3 Episoden)
- 2014: Breaking the Bank
- 2015: Survivor
- 2015: Olympus (Fernsehserie, 13 Episoden)
- 2016: Ripper Street (Fernsehserie, 1 Episode)
- 2016: Humans (Fernsehserie, 8 Episoden)
- 2018–2019: Lodge 49 (Fernsehserie, 20 Episoden)
- 2018: The Woman in White (Fernsehserie, 4 Episoden)
- 2020: Soulmates (Fernsehserie, Episode 1x02)
- 2022: The Man Who Fell to Earth (Fernsehserie, 8 Episoden)
- 2022: The Last Kingdom (Fernsehserie, 8 Episoden)
- 2023: The Hunt for Raoul Moat (Fernsehserie, 3 Episoden)
- 2025: Reacher (Fernsehserie, 8 Episoden)

## Theater
- 2009: Inherit the Wind, Old Vic Theatre, London
- 2010: The Prince of Homburg, Donmar Warehouse
- 2011: The Lion in Winter, Theatre Royal Haymarket, London